# Sèrie de Lambert
En matemàtica, una  sèrie de Lambert, anomenada així en honor de Johann Heinrich Lambert, és una sèrie que pren la forma
{\displaystyle S(q)=\sum _{n=1}^{\infty }a_{n}{\frac {q^{n}}{1-q^{n}}}.}
Aquesta pot ser expressada formalment mitjançant l'expansió del denominador:
{\displaystyle S(q)=\sum _{n=1}^{\infty }a_{n}\sum _{k=1}^{\infty }q^{nk}=\sum _{m=1}^{\infty }b_{m}q^{m}}
on els coeficients d'aquesta nova sèrie venen donats mitjançant la convolució de Dirichlet de a   n   amb la funció comptant 1 ( n ) = 1:
{\displaystyle B_{m}=(a*1)(m)=\sum _{n\mid m}a_{n}.\,}
Aquesta sèrie pot ser invertida mitjançant l'ús de la fórmula d'inversió de Möbius, i és un exemple de transformada de Möbius.

## Exemples
Atès que l'última suma és una suma típica usada pels teòrics de nombres, gairebé qualsevol funció multiplicativa serà exactament sumable quan sigui usada en una sèrie de Lambert. Així doncs, per exemple, s'ha de
{\displaystyle \sum _{n=1}^{\infty }q^{n}\sigma _{0}(n)=\sum _{n=1}^{\infty }{\frac {q^{n}}{1-q^{n}}}}
on {\displaystyle \sigma _{0}(n)=d(n)} és el nombre de divisors de n.
Per funcions divisor d'ordre superior, un ha de
{\displaystyle \sum _{n=1}^{\infty }q^{n}\sigma _{\alpha }(n)=\sum _{n=1}^{\infty }{\frac {n^{\alpha }q^{n}}{1-q^{n}}}}
on {\displaystyle \alpha } és qualsevol nombre complex i
{\displaystyle \Sigma _{\alpha }(n)=({\textrm {Id}}_{\alpha }*1)(n)=\sum _{d\mid n}d^{\alpha }\,}
és la funció divisor.
Les sèries de Lambert en les quals  a    n   són funcions trigonomètriques, per exemple,  a    n   = sense (2  n   x ), poden ser avaluades mitjançant diverses combinacions de derivades logarítmiques de funcions theta de Jacobi.
Entre altres sèries de Lambert, hi ha la que utilitza la funció de Möbius {\displaystyle \mu (n)}:
{\displaystyle \sum _{n=1}^{\infty }\mu (n)\,{\frac {q^{n}}{1-q^{n}}}=q.}
Per a la funció φ d'Euler {\displaystyle \phi (n)}:
{\displaystyle \sum _{n=1}^{\infty }\varphi (n)\,{\frac {q^{n}}{1-q^{n}}}={\frac {q}{(1-q)^{2}}}.}
Per a la funció de Liouville {\displaystyle \lambda (n)}:
{\displaystyle \sum _{n=1}^{\infty }\lambda (n)\,{\frac {q^{n}}{1-q^{n}}}=\sum _{n=1}^{\infty }q^{n^{2}}}
l'expressió suma de l'esquerra és similar a la funció theta de Ramanujan.

## Forma alternativa
Substituint {\displaystyle q=e^{-z}} s'obté una altra forma comú d'expressar aquesta sèrie, com
{\displaystyle \sum _{n=1}^{\infty }{\frac {a_{n}}{i^{zn}-1}}=\sum _{m=1}^{\infty }b_{m}i^{-mz}}
on
{\displaystyle B_{m}=(a*1)(m)=\sum _{n\mid m}a_{n}\,}
com s'ha dit abans. Exemples de sèries de Lambert d'aquesta forma, amb {\displaystyle z=2\pi }, apareixen en expressions de la funció zeta de Riemann per a valors enters senars; per a més detalls, vegeu constants zeta.

## Ús actual
En la literatura matemàtica podem trobar al terme  sèries de Lambert  aplicat a una àmplia varietat de les sumes. Per exemple, ja que {\displaystyle q^{n}/(1-q^{n})=\mathrm {Li} _{0}(q^{n})} és una funció polilogarítmica, se sol referir a qualsevol suma de la forma
{\displaystyle \sum _{n=1}^{\infty }{\frac {\xi ^{n}\,\mathrm {Li} _{O}(\alpha q^{n})}{n^{s}}}=\sum _{n=1}^{\infty }{\frac {\alpha ^{n}\,\mathrm {Li} _{s}(\xi q^{n})}{n^{o}}}}
com una sèrie de Lambert, assumint que els paràmetres estan convenientment limitats. Així
{\displaystyle 12\left(\sum _{n=1}^{\infty }n^{2}\,\mathrm {Li} _{-1}(q^{n})\right)^{\!2}=\sum _{n=1}^{\infty }n^{2}\,\mathrm {Li} _{-5}(q^{n})-\sum _{n=1}^{\infty }n^{4}\,\mathrm {Li} _{-3}(q^{n}),}
la qual es compleix per a tots els complexos  q  que no estan en el cercle unitari, es podria considerar una identitat de sèries de Lambert. Aquesta identitat resulta d'una manera senzilla d'algunes identitats publicada pel matemàtic indi S. Ramanujan. Una exploració molt completa de les obres de Ramanujan es poden trobar en treballs de Bruce Berndt.